# Axel
Axel (variants Aksel, Axeli) és un nom propi masculí d'origen escandinau. És un derivatiu del nom del rei Jueu Absalom, (en hebreu אַבְשָׁלוֹם), compost per les arrels semítiques ab (pare, déu) i salam (pau). Significaria doncs: Pare de la Pau o Déu és Pau. Una altra etimologia el connecta amb el mot noruec askjell que significa “casc”.

## Personatges coneguts
- Axel Fredrik Cronstedt, químic i mineralogista suec (1722-1765)
- Axel Blytt, botànic i geòleg noruec (1843-1898)
- Axel Paulsen, patinador noruec (1855-1938)
- Axel Londen, tirador finlandès (1859-1928)
- Axel Wilhelm Gade, violinista i compositor danès (1860-1921)
- Axel Nordlander, genet suec (1879-1962)
- Axel Törneman, pintor suec (1880-1925)
- Axel Sjöblom, gimnasta suec (1881-1951)
- Axel Jansson, tirador suec (1882-1909)
- Axel Runström, waterpolista i saltador suec (1883-1943)
- Axel Pehrsson-Bramstorp, polític suec (1883-1954)
- Axel Ljung, atleta i gimnasta suec (1884-1938)
- Axel Norling, gimnasta suec (1884-1964)
- Axel Thufason, futbolista danès (1887-1962)
- Axel Petersen, futbolista danès (1887-1968)
- Axel Rydin, regatista suec (1887-1971)
- Axel Persson, ciclista suec (1888-1955)
- Axel Christian Georg, príncep de Dinamarca (1888-1964)
- Axel Janse, gimnasta artístic suec (1888-1973)
- Axel Andersen, gimnasta artístic danès (1891-1931)
- Axel Ekblom, tirador suec (1893-1957)
- Axel Alfredsson, futbolista suec (1902-1966)
- Axel Cadier, lluitador suec (1906-1974)
- Axel Wikström, esquiador suec (1907-1976)
- Axel von Ambesser, cineasta alemany (1910-1988)
- Axel Springer, empresari alemany (1912-1985)
- Axel Grönberg, lluitador suec (1918-1988)
- Axel Pilmark, futbolista danès (1925-2009)
- Axel Schandorff, ciclista danès (1925-2016)
- Axel Honneth, filòsof i sociòleg alemany (1949).
- Axel Rudi Pell, guitarrista alemany (1960)
- Axel Grosser, ciclista alemany (1961)
- Axl Rose, cantant del grup Guns N' Roses (1962)
- Axel Schönberger, traductor, escriptor i editor alemany (1963)
- Axel Rodrigues de Arruda, futbolista brasiler (1970)
- Axel Merckx, ciclista belga (1972)
- Axel Smeets, futbolista belga (1974)
- Àxel Torres Xirau, periodista esportiu català (1983)
- Axel Hervelle, jugador de bàsquet belga. (1983)
- Axel Bellinghausen, futbolista alemany (1983)
- Axel Foley, personatge interpretat per Eddie Murphy als films Beverly Hills Cop (1984) i Beverly Hills Cop II (1987)
- Axel Witsel, futbolista belga (1989)
- Axel Bachmann Schiavo, jugador d'escacs paraguaià (1989)
- Axel Rombaldoni, jugador d'escacs italià (1990)
- Axel Domont, ciclista francès (1990)
- Axel Pons i Ramón, pilot de motociclisme català (1991)
- Axel Werner, futbolista argentí (1996)